# Rádio Oxigénio
A Rádio Oxigénio é uma rádio local portuguesa a transmitir a partir do concelho de Oeiras em 102.6 FM.
A sua programação centra-se na divulgação musical de vários géneros ligados à música electrónica, funk, soul, jazz e hip-hop.

## História
A empresa criada como Sociedade Comercial da Linha a 5 de Setembro de 1989, e que emitia como "Rádio Comercial da Linha", mudou de nome para Rádio Oxigénio e começou a transmitir a 1 de Dezembro de 1999, sendo depois integrada na empresa Lusocanal em Novembro de 2001, em conjunto com as rádios Radar e a Marginal, propriedade de Luis Montez e Álvaro Covões.
A conversão para rádio temática foi aprovada pela ERC em 2008.
Em 2017, a Rádio Oxigénio passou a ser detida, na totalidade, por Álvaro Covões (dono da promotora de espectáculos Everything Is New) , o que implicou uma reestruturação da empresa, que passou a englobar apenas as rádios Oxigénio e Radar.
Diariamente, além do noticiário e da agenda, a Oxigénio dá destaque a uma produção nacional (Heróis no Ar) e outra internacional (Essenciais) escolhidas pelos locutores, novidades sobre o universo Oxigénio (Cliques e  Beats) e ao mundo do cinema (Pipoca Time).
Todas as semanas a rádio tem DJs e produtores convidados que apresentam programas de variados estilos, (House, Dub, Funk, Soul, Hip-hop, etc.)
No ano de 2018 a Oxigénio fez uma parceria com o festival Out Jazz transmitindo "em directo no terreno no primeiro domingo de cada mês, quando os Djs da Oxigénio actuavam" a parceria mantém-se até aos dias de hoje. 
Foi a rádio oficial do concerto de Massive Attack que assinalaram 21 anos do lançamento de Teardrop em Fevereiro de 2019.
Em 2019 completou 20 anos de emissões.
É a rádio oficial do próximo concerto dos Fat Freddy's Drop em Portugal.

## Equipa
- Carlos Cardoso
- Liliana Teixeira Lopes
- Joana Andrade
- Tiago Santos
- Élio Salsinha
- Ricardo Guerra

## Programas
- A Revolta do Vinyl - Ricardo Guerra
- Beat by Beat - Nery
- Cliques & Beats
- Da Raíz ao Ritmo - Rocky Marsiano
- Desvio Padrão - Kaspar
- Essenciais - Carlos Cardoso/Rute Correia
- Exótica - Tiago Santos
- Heróis no Ar - Joana Andrade/Tiago Santos
- Hora do Sol - Tiago Santos
- Last Night a DJ Saved My Life
- Parkbeat - Park
- Pérola Negra - Nuno di Rosso, Ludovic, Mojo Hannah
- Pipoca Time - Liliana Teixeira Lopes
- Planeta Jazz - Tiago Santos
- Pressão Sonora - Mais Baixo
- Sequence Radio - Kristian Davidek
- Soulspiracy - DJ Kwan
- Trapézio Voador - Mary B
- Uma Espécie de Azul - Jorge Caiado